# Suqovuşan, Tartar
Suqovuşan eller Madagiz är en ort i Azerbajdzjan.   Den ligger i distriktet Tərtər Rayonu, i den centrala delen av landet, 270 km väster om huvudstaden Baku. Madagiz ligger 434 meter över havet och antalet invånare är 404. Den ligger vid sjön Mataghisi Jrambar.
Terrängen runt Madagiz är kuperad åt nordost, men åt sydväst är den bergig. Närmaste större samhälle är Terter, 16,7 km öster om Madagiz. 
Trakten runt Madagiz består till största delen av jordbruksmark. Runt Madagiz är det ganska glesbefolkat, med 32 invånare per kvadratkilometer.